# Phage (aflevering van Star Trek: Voyager)
Phage is de vijfde aflevering in het eerste seizoen van Star Trek: Voyager. De aflevering is op 6 februari 1995 voor het eerst uitgezonden op televisie in Amerika. In deze aflevering worden Neelix' longen gestolen.

## Plot
De Voyager komt een planetoïde tegen die rijk aan dilithium lijkt te zijn. Kapitein Janeway stuurt een team om te zoeken naar het dilithium. Neelix wordt aangevallen en voor dood achtergelaten. In de ziekenboeg blijkt dat zijn longen 'geoogst' zijn. De dokter redt Neelix' leven door hem een paar holografische longen te geven. Nadeel hiervan is dat Neelix de rest van zijn leven in de ziekenboeg moet blijven en absoluut niet mag bewegen.
Op de planetoïde vindt het team een medisch laboratorium gevuld met geoogste organen. Even later vliegt een schip weg van de planeet, en de Voyager zet de achtervolging in.
Nadat de Voyager het alien schip heeft onderschept geven de aliens, Vidiians, toe dat zij Neelix' longen hebben gestolen. Ze vertellen dat ze al jaren vechten tegen de "Phage", een ziekte waardoor hun organen vernietigd worden.
De longen van Neelix blijken al getransplanteerd te zijn naar een van de aliens en omdat Janeway hem niet ter dood wil veroordelen laat ze hen vrij. Dankbaar bieden de Vidiians aan te helpen met de transplantatie van een van de longen van Kes naar Neelix, aangezien ze een veel verder ontwikkelde medische technologie hebben. Hierna geeft Janeway De Dokter toestemming om Kes te trainen als medisch assistent.